# Saxifraga parkaensis
Saxifraga parkaensis là một loài thực vật có hoa trong họ Saxifragaceae. Loài này được J.T. Pan miêu tả khoa học đầu tiên năm 1985.